# سان لورنتزلو
سان لورنتزلو (به ایتالیایی: San Lorenzello) یک کومونه در ایتالیا است که در استان بنونتو واقع شده است. سان لورنتزلو ۱۳٫۸۸ کیلومتر مربع مساحت و ۲٬۳۴۰ نفر جمعیت دارد و ۲۵۰ متر بالاتر از سطح دریا واقع شده است.

## خواهرخوانده
شهرهای اماسنو و استریانو خواهرخوانده‌های سان لورنتزلو هستند.